# .hn
.hn為洪都拉斯國家及地區頂級域（ccTLD）的域名，於1993年4月16日啟用。.hn的域名沒有註冊限制，人們可以隨意註冊.hn的二級域名。在洪都拉斯有些網站使用該域名。

## 外部連結
- IANA .hn whois information（页面存档备份，存于）
- .hn domain registration website
- .hn English application form